# Varvara Miasnikova
Varvara Sergueïevna Miasnikova (en russe : Варва́ра Серге́евна Мяснико́ва), née le 5 octobre 1900 à Saint-Pétersbourg et morte le 25 avril 1975 à Moscou, est une actrice soviétique. Elle a acquis la célébrité nationale après avoir joué aux côtés de Boris Babotchkine dans Tchapaïev, le film des frères Vassiliev.

## Biographie
Miasnikova naît à Saint-Pétersbourg sous Empire russe. Son père est agent d'assurance, la mère - femme au foyer. Varvara a une sœur et un frère. Elle fait les études au gymnase de femmes et commence à travailler au Commissariat du Peuple à l'éducation en 1918. Elle suit une formation théâtrale à l'"Institut du mot vivant" fondé par Vsevolod Vsevolodski-Guerngross et intègre la troupe du théâtre expérimental au sein de l'institut. L'établissement ferme ses portes par manque de financement en 1925. Les acteurs sont récupérés par le Théâtre Tovstonogov.
La carrière cinématographique de Miasnikova commence en 1927, dans les films muets. À partir de 1931, elle est actrice du Lenfilm.
En 1934, elle se marie avec le réalisateur Sergueï Vassiliev dont elle a une fille prénommée comme elle, Varvara. La même année, on lui décerne le titre d'artiste émérite de la république socialiste soviétique de Russie pour son rôle dans Tchapaev salué au Festival international du film de Moscou.
Pendant la Seconde Guerre mondiale l'équipe du Lenfilm est évacuée à Almaty. Miasnikova, son mari et sa fille quittent Leningrad. Sa mère et son frère Aleksei, artiste de l'Ermitage, meurent lors du Siège de Léningrad en 1942.
En 1947, Miasnikova joue la fée marraine dans le Cendrillon de Nadejda Kocheverova et Mikhaïl Chapiro, mais les séquences entières sont coupées au montage, le rôle est finalement réduit à quelques apparitions. Son mariage avec Vassiliev se solde par un divorce en 1955. Avec sa fille elle va s'installer à Moscou. Elle devient l'actrice du Mosfilm et commence à travailler au Théâtre national d'acteur de cinéma. À la fin de sa carrière elle tourne encore dans La fille du capitaine de Vladimir Kaplounovski et dans l'adaptation de la nouvelle de Tourgueniev Moumou d'Evgueni Teterine (1959).
L'actrice est inhumée au cimetière Serafimovski à Saint-Pétersbourg.

## Filmographie partielle
- 1928 : Le Cordonnier de Paris (Парижский сапожник) de Fridrikh Ermler
- 1929 : Débris de l'empire (Обломок империи) de Fridrikh Ermler
- 1934 : Tchapaïev (Чапаев) des frères Vassiliev
- 1942 : La Défense de Tsaritsyne (Оборона Царицына) des frères Vassiliev : Katia Davydova
- 1947 : Cendrillon (Золушка) de Nadejda Kocheverova et Mikhaïl Chapiro : fée marraine
- 1958 : La Fille du capitaine (Капитанская дочка) de Vladimir Kaplounovski : mère de Grinev
- 1959 : Moumou (Муму) de Evgueni Teterine (ru) et Anatoli Bobrovski (ru) : Lioubimovna